# Barbus neglectus
Barbus neglectus е вид лъчеперка от семейство Шаранови (Cyprinidae). Видът не е застрашен от изчезване.

## Разпространение
Разпространен е в Египет, Етиопия и Судан.

## Описание
На дължина достигат до 5,4 cm.